# Porodaedalea cancriformans
Porodaedalea cancriformans är en svampart som först beskrevs av M.J. Larsen, Lombard & Aho, och fick sitt nu gällande namn av T. Wagner & M. Fisch. 2002. Porodaedalea cancriformans ingår i släktet Porodaedalea och familjen Hymenochaetaceae.   Inga underarter finns listade i Catalogue of Life.